# ادوارد فان دایک
ادوارد فان دایک (اسپانیایی: Edward Van Dijck‎; ۲۲ مارس ۱۹۱۸ – ۲۲ آوریل ۱۹۷۷) دوچرخه‌سوار اهل بلژیک بود.